# Uniforme de la selección de fútbol de Túnez

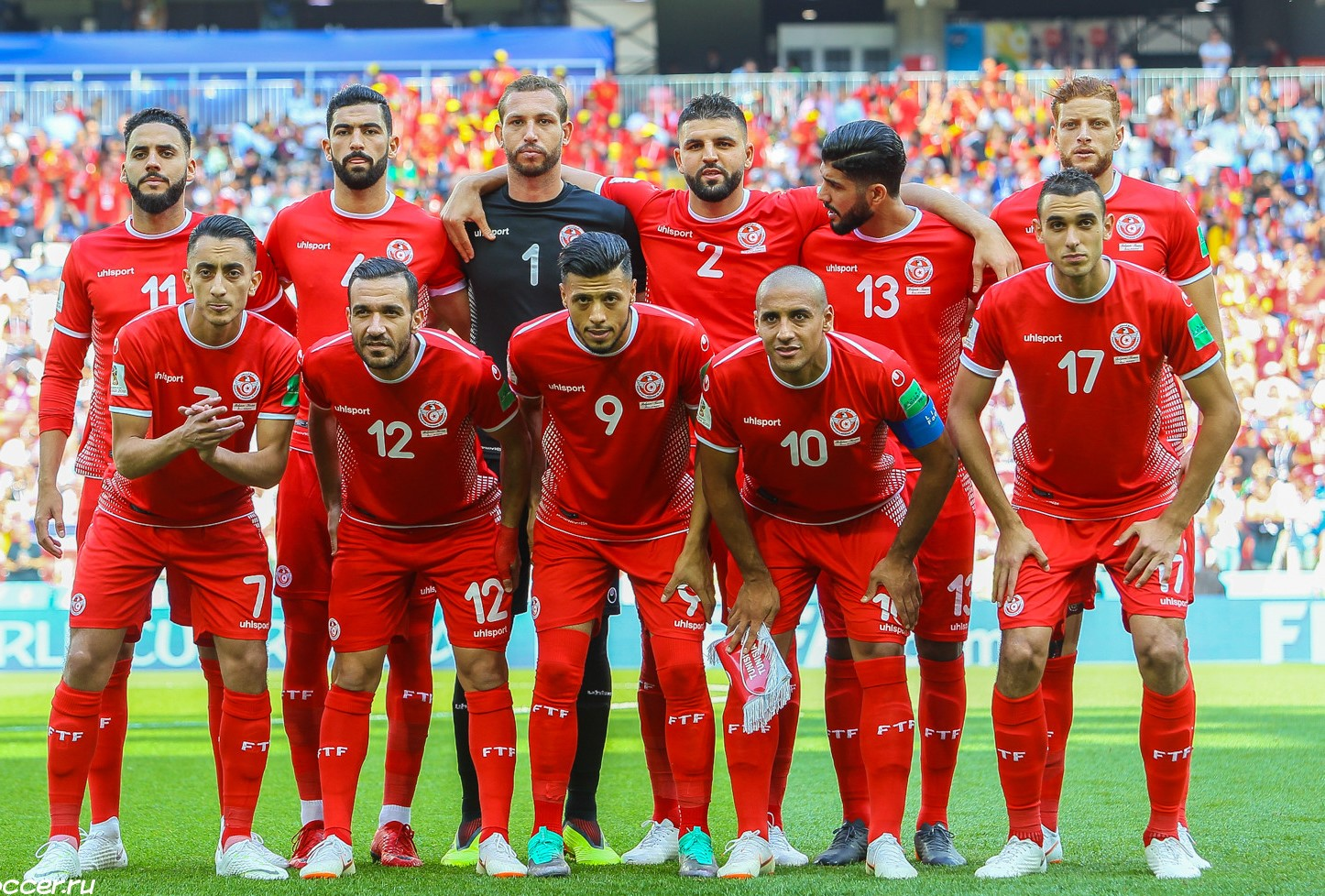
La selección tunecina siempre ha jugado sus partidos con los tradicionales colores rojo y blanco.

En la historia de la Selección de fútbol de Túnez, 6 empresas suministraron uniformes deportivos a la selección de Túnez, a partir de 1970, cuando la famosa empresa alemana Adidas comenzó a adoptar los uniformes de la selección de Túnez durante 24 años y también lo proporcionó, en su primera participación en la Copa Mundial de Fútbol de 1978, con un primer juego de camisetas rojas y calcetines blancos con carteles blancos de Adidas. Para el segundo uniforme, es todo blanco con etiquetas rojas de Adidas. A partir de 1994, la empresa italiana Lotto aumentó la selección tunecina con uniformes deportivos hasta 1998 en la segunda participación de Túnez en la Copa Mundial de Fútbol de 1998.
El primer juego es blanco decorado con formas rojas curvas en los hombros y el pecho, mientras que el segundo juego está decorado en rojo. con formas rojas curvas en los hombros, pecho y abdomen. La empresa alemana Uhlsport suministró a la selección tunecina uniformes deportivos durante dos periodos, el primero para una única temporada 2000-2001, donde la empresa diseñó una camiseta blanca con una línea en el pecho que se extiende hasta las manos y el segundo conjunto Consiste en una camiseta roja con la misma línea en el pecho y extendida a las manos en color blanco.

## Uniforme actual
| Uniforme oficial | Uniforme oficial | Uniforme oficial | Uniforme oficial |
| ---------------- | ---------------- | ---------------- | ---------------- |
| Titular          | Alternativo      | Tercera          |                  |
|                  |                  |                  |                  |
| Kappa            |                  |                  |                  |

## Proveedor
Marcas que vistieron a la selección tunecina:
| Período   | Proveedor | Logotipo |
| --------- | --------- | -------- |
| 1970-1994 | Adidas    |          |
| 1994-1995 | Guidas    | —        |
| 1995-1996 | Kappa     |          |
| 1996-2000 | Lotto     |          |
| 2000-2001 | Uhlsport  |          |
| 2002-2010 | Puma      |          |
| 2010-2016 | Burrda    |          |
| 2016-2018 | Uhlsport  |          |
| 2018-     | Kappa     |          |

## Evolución del uniforme

### Equipaciones titulares
| 1978      | 1981–1982 | 1990–1992 | 1992–1994 | 1994–1996 | 1996–1998 | 1998–2000 | 2000–2001 | 2001–2002 | 2002–2004 |  |
| 2004–2005 | 2005–2006 | 2006–2008 | 2008–2010 | 2010–2011 | 2011–2012 | 2012–2014 | 2014–2016 | 2016–2018 | 2018–2019 |  |
| 2019–2020 | 2020–2021 | 2022      | 2022–2023 | 2024–     |           |           |           |           |           |  |

### Equipaciones alternativas
| 1978      | 1992–1994 | 1996–1998 | 1998–2000 | 2000–2001 | 2001–2002 | 2002–2004 | 2004–2005 | 2005–2006 | 2006–2008 |
| 2008–2010 | 2010–2011 | 2011–2012 | 2012–2014 | 2014–2016 | 2016–2018 | 2018–2019 | 2019–2020 | 2020–2021 | 2022      |
| 2022–2023 | 2024–     |           |           |           |           |           |           |           |           |

### Tercer Uniforme
| 2016–18 | 2018 | 2019–2021 | 2022–2023 | 2024– |

### Otros Uniforme
| 2016 | 2016 |

### Uniformes de arquero
| 1998    | 1998    | 2002 CAN | 2002 CAN | 2002    | 2005  | 2006    | 2006    | 2008    | 2008 | 2008 |
| 2010–11 | 2010–11 | 2010–11  | 2011     | 2011    | 2011  | 2012–16 | 2012–16 | 2012–16 |      |      |
| 2016–18 | 2016–18 | 2016–18  | 2018–19  | 2018–19 | 2019– | 2019–   | 2019–   |         |      |      |